# Economica
Economica ist eine wissenschaftliche Fachzeitschrift zu volkswirtschaftlichen Themen. Sie wird von Wiley-Blackwell im Namen der ökonomischen Fakultät der London School of Economics and Political Science (LSE) verlegt und erscheint vierteljährlich.

## Redaktion
Die Economica-Redaktion ist fast vollständig mit Ökonomen von der London School of Economics besetzt, das Professorium der volkswirtschaftlichen Fakultät gehört dem Rat der Herausgeber an. Vorsitzender des Rates ist deren Fachbereichsleiter, derzeit (2025) Ronny Razin. Herausgeber sind die Professorinnen und Professoren Timothy Besley, Wouter denHaan, Maitreesh Ghatak, Rachel Ngai, Henry Overman und Catherine Thomas. Verwaltet wird das Journal von Coralie Simmons. Außerdem gibt es zahlreiche Mitherausgeber von anderen Hochschulen.

## Coase-Phillips-Vorlesung
Seit 2007 veranstaltet die Zeitschrift jährlich in Zusammenarbeit mit der ökonomischen Fakultät der London School of Economics die Coase-Phillips-Vorlesung (englisch Coase-Phillips Lectures). Die Vorlesungen sind nach Ronald Coase und Alban W. Phillips, welche jeweils sehr einflussreiche Beiträge in der Economica veröffentlichten: Coase den Aufsatz The Nature of the Firm im Jahr 1937, mit dem er seine Nobelpreis-gekrönte Unternehmenstheorie begann; Phillips im Jahre 1958 denjenigen Artikel, mit welcher er das Konzept der Phillips-Kurve einführte. Daher ist die Coase-Phillips-Vorlesung tatsächlich jährlich abwechselnd eine Coase-Vorlesung und eine Phillips-Vorlesung: Die Coase-Vorlesung begann im Jahr 2007, 70 Jahre nach Erscheinen von Coase' Artikel mit einer Vorlesung von Oliver Hart, während die Phillips-Vorlesung im Jahr 2008, 50 Jahre nach Erscheinen von Phillips’ Aufsatz The Relation Between Unemployment and the Rate of Change of Money Wage Rates in the United Kingdom, 1861-1957, mit einer Vorlesung von Robert E. Lucas.
Zu den Rednern gehören unter anderem der Nobelpreisträger von 2014, Jean Tirole, welcher die zweite Coase-Vorlesung im Jahr 2009 hielt.

## Rezeption
Eine Studie der französischen Ökonomen Pierre-Phillippe Combes und Laurent Linnemer sortierte das Journal 2010 mit Rang 58 von 600 wirtschaftswissenschaftlichen Zeitschriften in die drittbeste Kategorie A ein.
Im Jahr 2023 hatte das Journal gemäß Angaben von Clarivate einen Impact-Faktor von 1,6.